# 波多馬克大道站
波多馬克大道站（英語：Potomac Avenue station）是美國華盛頓特區東南區國會山的華盛頓地鐵車站，1977年7月1日啟用，由華盛頓都會區交通局營運。此站有藍線、橙線和銀線停靠。此站服務華盛頓特區東南區近波多馬克大道的住宅區，位於14街和G街交界。
橙線列車在1978年11月20日開始停靠，銀線列車在2014年7月26日開始停靠。

## 車站結構
| G        | 街道層             | 出入口                                                                       |
| M        | 夾層               | 單向閘機、售票機、車站詢問處                                                 |
| P 月台層 | 西行               | 往法蘭克尼亞-春田（東市場） · 往維也納（東市場） · 往威勒-雷斯頓東（東市場） |
| P 月台層 | 島式月台，左側開門 |                                                                              |
| P 月台層 | 東行               | 往拉戈鎮中心（體育場-軍械庫） · 往新卡羅頓（體育場-軍械庫）                  |

## 外部連結

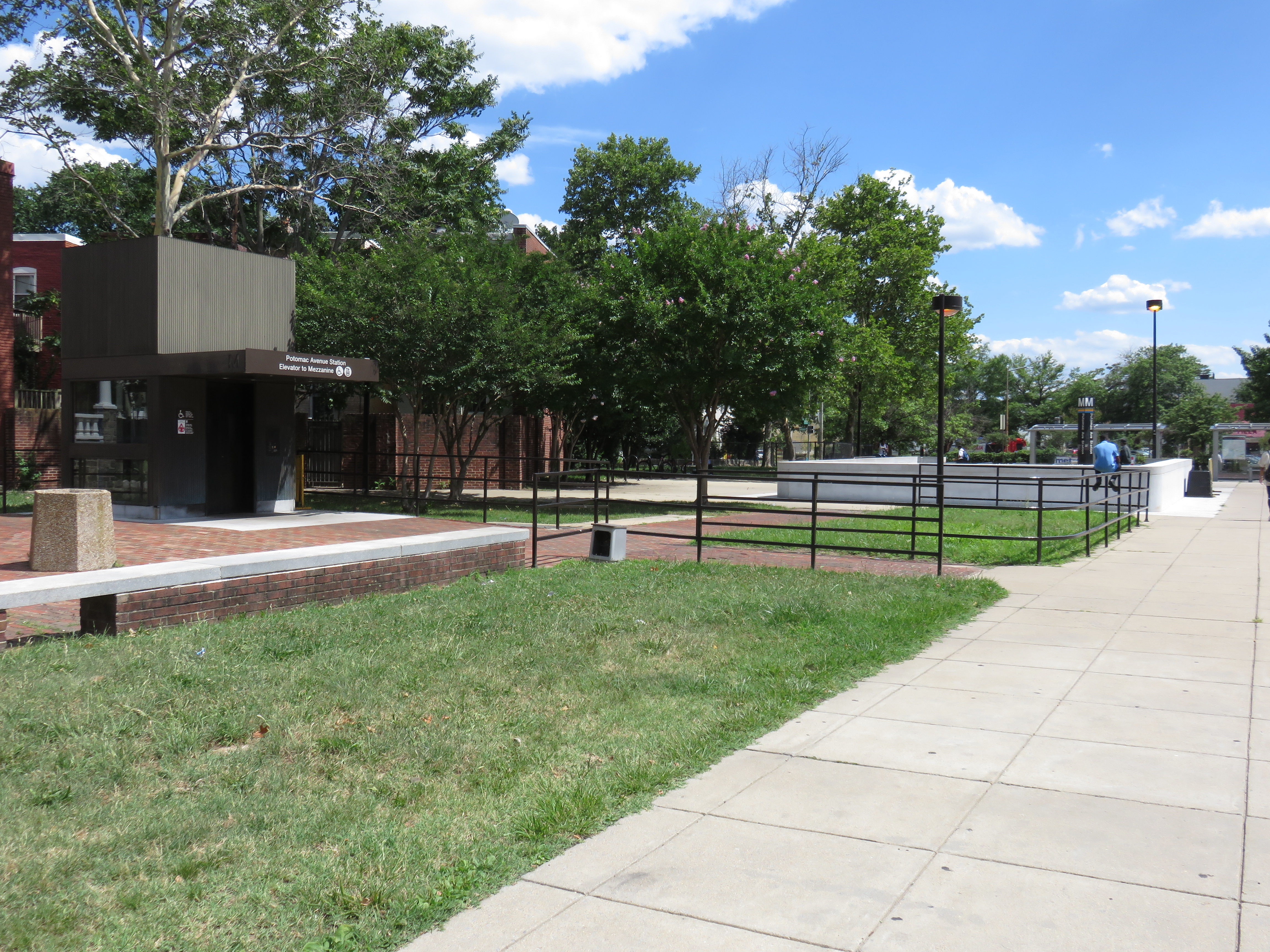
車站外觀

- 维基共享资源上的相關多媒體資源：波多馬克大道站
- WMATA: Potomac Ave Station （页面存档备份，存于）
- StationMasters Online: Potomac Ave Station
- The Schumin Web Transit Center: Potomac Ave Station
- 14th Street entrance from Google Maps Street View

38°52′51″N 76°59′6.7″W / 38.88083°N 76.985194°W